# Marknadspris
Marknadspris är en term inom marknadsekonomin. Marknadspris betecknar det pris som bildas på en marknad som ett resultat av utbud och efterfrågan på en viss vara under en viss tidsperiod. Marknadspriset är ett uttryck för varans eller tjänstens marknadsvärde.